# 水上桃華
水上 桃華（みずかみ ももか、1994年1月31日 - ）は、日本の元モデル、元グラビアアイドルである。埼玉県出身。株式会社フロントのオレンジディヴィジョン所属していたが現在は不明。

## 略歴
レプロガールズオーディション2008ファイナリストとしてレプロエンタテインメントよりデビュー。日テレジェニック2009では美脚賞を受賞。2014年5月より現在の事務所に移籍して活動。

## 人物
170cmを超える長身と天然キャラから『異空間浮遊系スレンダーガール』のキャッチフレーズが付けられた。「アイドル☆リーグ!」（日テレプラス、日本テレビ地上波）のレギュラー10人のうち8人が「この中で一番おバカなのは誰?」という質問に水上と回答した。

## 作品

### 映像作品
- 流星☆少女（2009年10月、オルスタックピクチャーズ） - EAN 4560374370070。
- まみむめももか。（2010年1月、竹書房） - EAN 4985914412650。
- Cookie 水上桃華（2010年9月、ドリームエージェンシー） - EAN 4582184259123。

## 出演

### テレビ
- アイドルの穴〜日テレジェニックを探せ!〜 （2009年4月9日 - 6月27日、日本テレビ）[注 1]
- アイドル☆リーグ!（2009年7月5日 - 、日テレプラス、日本テレビ）
- 全力坂（テレビ朝日）[注 2]
- 半熟ガール〜そらあみアワー（2009年9月、エンタ!371）[注 3]
- うきうき! MIXガール（エンタ!371・Pigoo HD）[注 4]
- 負けたら打ち切り!番組対抗No.1決定戦（2011年1月1日、エンタ!371・Pigoo HD）[注 5]

### 舞台
- 落下ガール（2011年2月3日 - 2月6日、渋谷区文化総合センター大和田・伝承ホール） - 山口みちる 役[注 6]。

### CM
- 日本コカ・コーラ『氷のボトル 登場』篇（2014年）